# Vol Sakha Avia 301
Le vol Sakha Avia 301 est une catastrophe aérienne qui est survenue le jeudi 26 août 1993, au cours de laquelle un avion de ligne, de type Let L-410UVP-E, de la compagnie russe Sakha-Avia s'est écrasé lors de la phase d'atterrissage à l'aéroport d'Aldan (Iakoutie). L'accident a entraîné la mort de 24 personnes.
En termes de nombre de victimes, c'est le pire crash de l'histoire impliquant un Let L-410 Turbolet. C'est aussi la plus grande catastrophe aérienne survenue en Iakoutie depuis 1991.

## Avion
Le Let L-410UVP-E Turbolet avec le numéro de registre initial CCCP-67656 (numéro de série 902509, numéro de production 25-09) est fabriqué en 1990 par l'usine Let en Tchécoslovaquie. La capacité de la cabine est de 22 sièges. L'avion est livré au Ministère de l'Aviation Civile de l'URSS, qui l'envoie le 15 octobre à l'unité aérienne de Magadan de la direction de l'aviation civile de Iakoutie. Depuis 1993, l'avion, sous le nouveau numéro de registre RA-67656, commence à être exploité par la nouvelle compagnie aérienne Sakha-Avia.

## Équipage
- Commandant de bord — Instructeur Shulpenkov Andreï Anatolievitch. Né en 1959, pilote de 3e classe. Diplômé en 1978 de l'École Technique de l'Aviation Civile d'Omsk. En 1982, il obtient la qualification de commandant de bord sur L-410 au centre d'entraînement de la direction de l'aviation civile de Iakoutie. Il totalise 5781 heures de vol, dont 4715 heures sur L-410, y compris 2649 heures en tant que commandant[4].
- Copilote — Commandant stagiaire Bouïtko Viktor Grigorievitch. Né en 1959, pilote de 3e classe. Diplômé en 1983 de l'École de Pilotage de l'Aviation Civile de Sасovo. Il totalise 4000 heures de vol, dont 2978 heures sur L-410[4].

## Catastrophe
L'avion effectue le vol passager 482 (selon d'autres sources, 301) de Kutana à Aldan avec une escale à Chagda. Il décolle à 04:05 MSK de l'aéroport d'Outchour (Chagda) avec 22 passagers (dont 3 enfants et 5 non enregistrés), 2 membres d'équipage et 687 kg de bagages. Jusqu'à Aldan, le vol se déroule sans incident, et l'avion commence son approche sur le cap 235°. Les pilotes déploient les volets à 18°, ce qui provoque une légère augmentation de l'angle de tangage (levée du nez). Ensuite, en régime de faible puissance moteur à une vitesse de 200 km/h, avec le nez levé à 6,6° et descendant à une vitesse verticale de 4,8 m/s, l'avion survole le BPRM à une altitude de seulement 68,7 mètres au lieu des 100 mètres réglementaires. Huit secondes plus tard, à une vitesse de 189 km/h et toujours en faible puissance moteur, les pilotes commencent à déployer davantage les volets à 42°, mais le tangage augmente brusquement. Le commandant pousse le manche, inclinant le gouvernail de profondeur vers le bas, et le maintient ainsi pendant 20 secondes, mais l'avion continue de lever le nez tout en perdant de la vitesse. Ils décident alors de remettre les gaz, mettent les moteurs en régime de décollage et rentrent les trains d'atterrissage et les volets. Cependant, le tangage continue de croître, atteignant 42,5°, et la vitesse chute à 52 km/h. L'avion bascule sur l'aile gauche et, à 05:07 MSK, avec un tangage de 5° et une inclinaison à gauche de 21°, il s'écrase au sol à une vitesse verticale de 12 m/s, à 273 mètres du seuil de la piste et à 160 mètres à gauche de son axe. L'impact détruit complètement l'avion, créant un cratère de 13 sur 17 mètres. Les 24 personnes à bord périssent,.

## Causes
L'enquête est menée par une commission présidée par le chef adjoint de l'inspection principale de la sécurité des vols des aéronefs civils de la fédération de Russie, A. V. Neradko.
Il est établi que l'avion est fortement surchargé lors de ce vol. Son poids au décollage dépasse de 623 kg le maximum autorisé, et son poids à l'atterrissage dépasse de 550 kg le maximum autorisé. Bien que le vol se soit déroulé sans incident, le déploiement des volets modifie l'équilibrage de l'avion. De plus, sur les 627 kg de bagages, environ 400 kg sont placés dans la partie arrière. Ainsi, le centrage de l'avion à l'atterrissage est d'au moins 35,6 % de la corde aérodynamique moyenne (CAM), bien au-delà de la limite arrière.
Le 2 décembre 1993, la commission publie un rapport (approuvé le 30 décembre 1993), concluant que la cause de la catastrophe réside dans les graves violations de l'équipage, qui décide d'effectuer le vol malgré les importantes dépassements de poids au décollage et à l'atterrissage, et un centrage arrière excessif. Lors de l'atterrissage, en déployant les volets à 42°, l'avion devient incontrôlable, atteignant des angles d'attaque critiques avec une perte de vitesse en dessous de la vitesse de décrochage, puis, en décrochant, s'écrase au sol à une vitesse verticale élevée.